# Severine Casse
Severine Andrea Casse (født 15. november 1805, død 20. oktober 1898) var en dansk kvindesagsforkæmper. Severine Casse var med til at bane vejen for lov om hustruens rådighed over selverhvervede midler, 7. maj 1880, den såkaldte Bajerske lov.